# Rio Tietê
O rio Tietê é um curso de água do estado de São Paulo, sendo um afluente do rio Paraná. É conhecido nacionalmente por atravessar, ao longo de seus 1 100 quilômetros de extensão, praticamente todo o estado de São Paulo, de leste a oeste,  além de marcar a geografia urbana da maior cidade do país, São Paulo. O Tietê nasce no município de Salesópolis, a 22 km do oceano Atlântico, e corre para o interior de São Paulo. Sendo assim, foi muito utilizado pelos índios e bandeirantes para acessar as vilas que se encontravam ao longo do rio.
Ao contrário da maioria dos rios do Brasil, o Tietê se volta para o interior e não para o oceano, caracterizando, dessa forma, um rio com drenagem endorreica, característica que o tornou um importante instrumento na colonização do Brasil. A sua nascente fica a 1 120 metros de altitude, na Serra do Mar, mas apesar de estar a apenas 22 quilômetros do litoral, as escarpas da serra obrigam-no a fluir em sentido inverso, atravessando o estado de sudeste a noroeste até desaguar no lago formado pela barragem de Jupiá, no rio Paraná, na divisa com o estado de Mato Grosso do Sul, entre os municípios de Itapura e Castilho, cerca de 50 km a jusante da cidade de Pereira Barreto.
Ainda no período colonial, o rio, por conta de seu solo rico e fértil, atraiu muitos aventureiros e pessoas afeitas às lavouras. Dessa forma, o rio passou a abrigar as primeiras habitações em suas margens, formando assim, o vilarejo de Pirapora do Curuçá, em que seu nome homenageia uma pedra que possuía uma cruz entalhada e se localizava no lado esquerdo do rio, onde os índios a nomearam de Curuçú-Guaçu (palavra que em tupi significa Cruz).

## Etimologia
O nome "Tietê" foi registrado pela primeira vez no ano de 1748 no mapa Danvile. O hidrônimo é de origem tupi e significa "água verdadeira", com a junção dos termos ty ("água") e eté ("verdadeiro, grande, fundo, que corre para baixo").

## Hidrografia

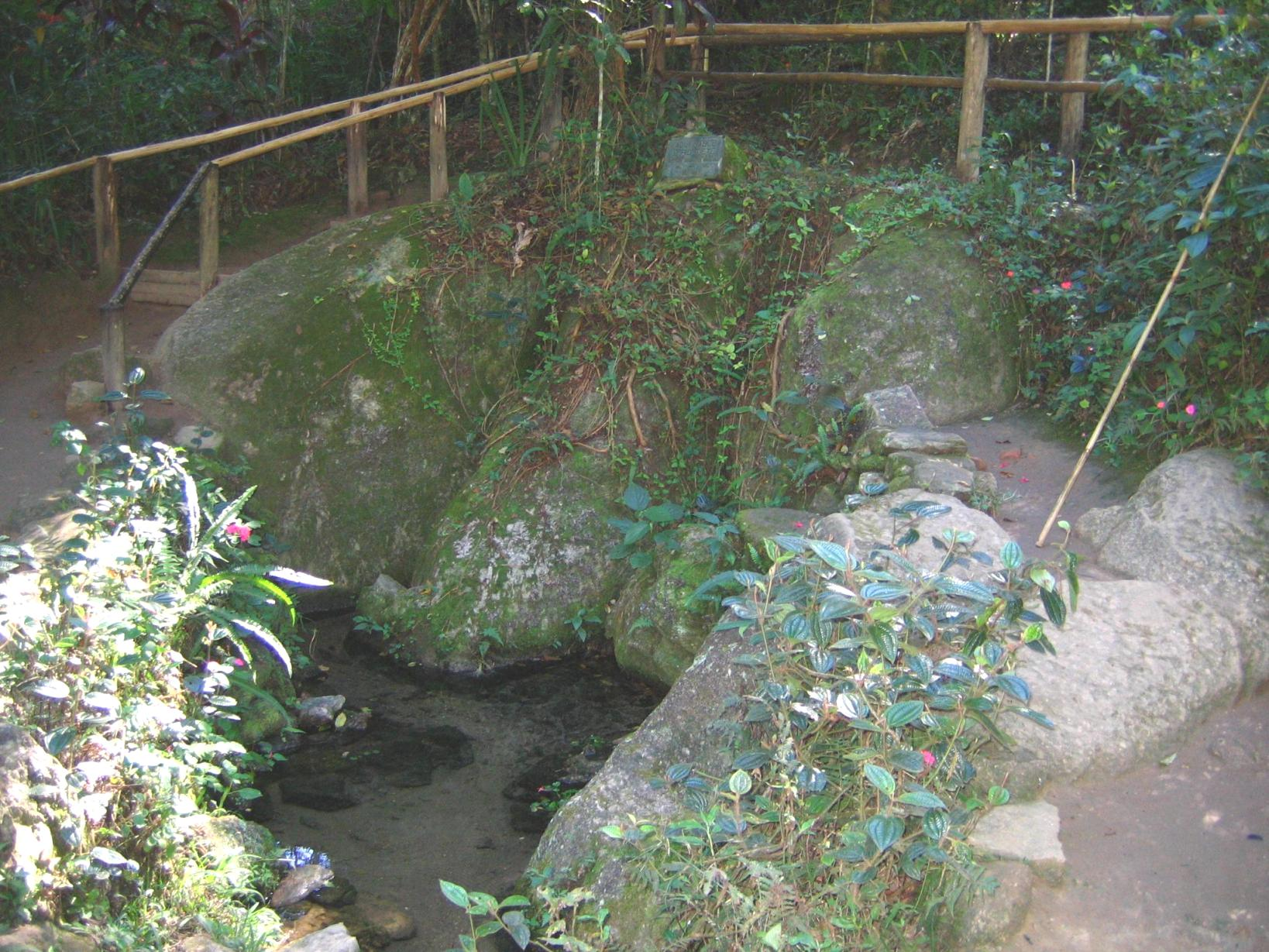
Nascente do rio Tietê

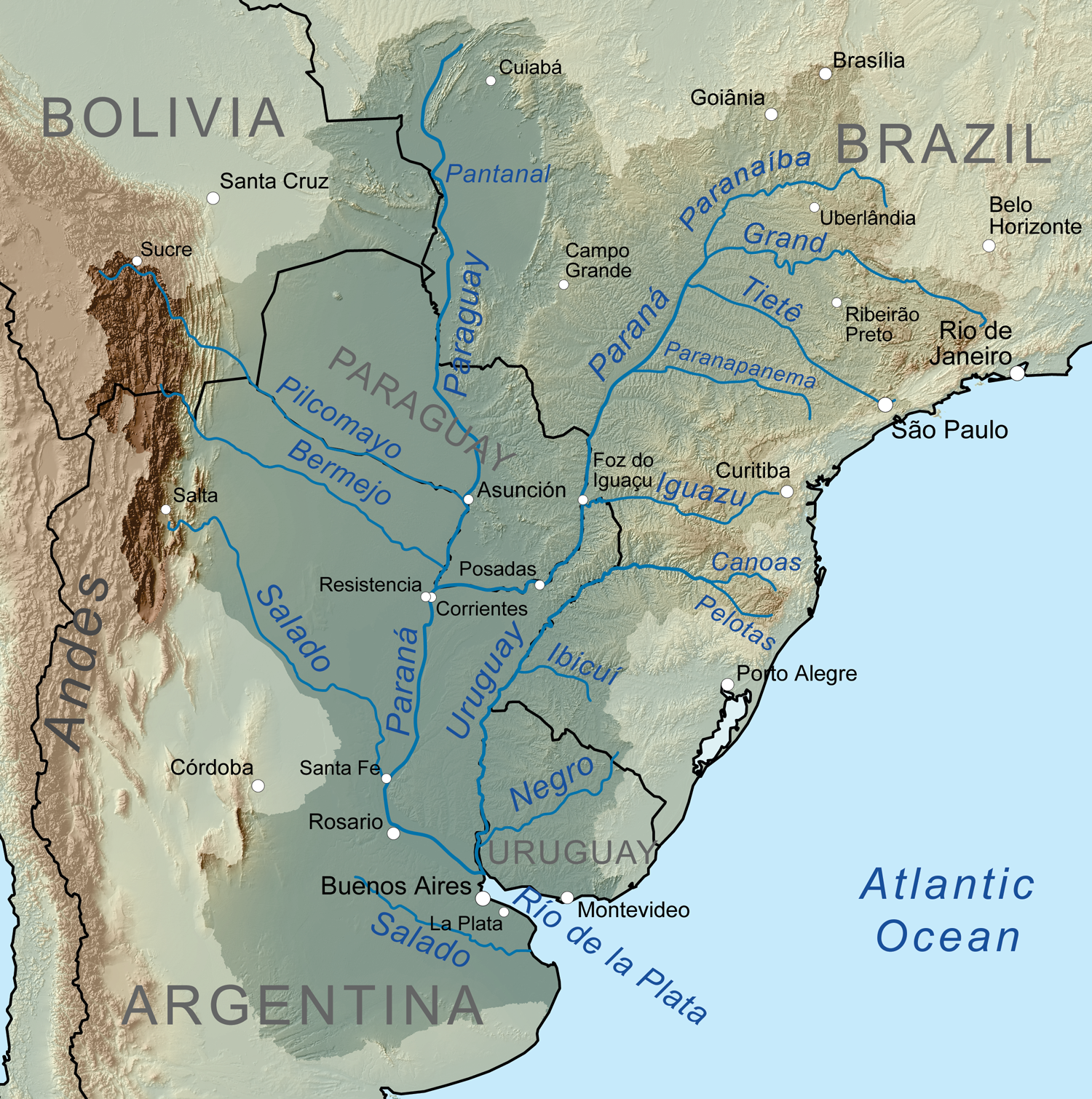
Bacia hidrográfica do rio da Prata com a localização do rio Tietê

### Nascente
As nascentes ficam no Parque Nascentes do Rio Tietê, situado no município de Salesópolis. São cerca de 134 hectares, dos quais 9,6 já estão sob controle ambiental, protegendo as diversas nascentes que formam o rio.
O parque localiza-se no bairro da Pedra Rajada, a dezessete quilômetros do centro de Salesópolis, junto à divisa com o município de Paraibuna. O acesso se dá pela SP-88 (Estrada das Pitas), onde há uma estrada vicinal de seis quilômetros em terra batida que leva à nascente.
Inicialmente nas mãos de particulares, teve sua flora original destruída. Tombado pelo Estado, sua área foi recuperada, apresentando, agora, floresta secundária. As nascentes surgem entre rochas que ladeiam um minúsculo lago. A água brota em três diferentes pontos e o lago é povoado por pequenos peixes, os guarus, também conhecidos como lebiste selvagem.[carece de fontes?]
A poucos metros de sua nascente, um vertedouro permite medir o volume de água gerado pelo lençol freático. Destaca-se o elevado fluxo de água produzido pela nascente. Um mural no local fornece alguns dados da nascente do rio Tietê. Na data indicada, verifica-se que as nascentes produziram mais de três metros cúbicos (1m³= 1.000 litros) de água por hora. Ao longo do seu trecho inicial, o rio recebe a contribuição de vários lençóis freáticos, tornando-se um córrego de elevado volume de água no pequeno trajeto que percorre.[carece de fontes?]
Ainda dentro do município de Salesópolis existe uma das primeiras hidrelétricas construídas no Brasil, que é a atual Usina Parque de Salesópolis. Construída em 1912 pela antiga Light, gerava energia a partir de uma queda de 72 metros de altura do rio Tietê. O parque está aberto para visitação pública, sendo que há um museu junto à usina. Em março de 2008, foi retomada a produção de energia elétrica. Destacam-se os maquinários antigos lá instalados.[carece de fontes?]

### Trechos

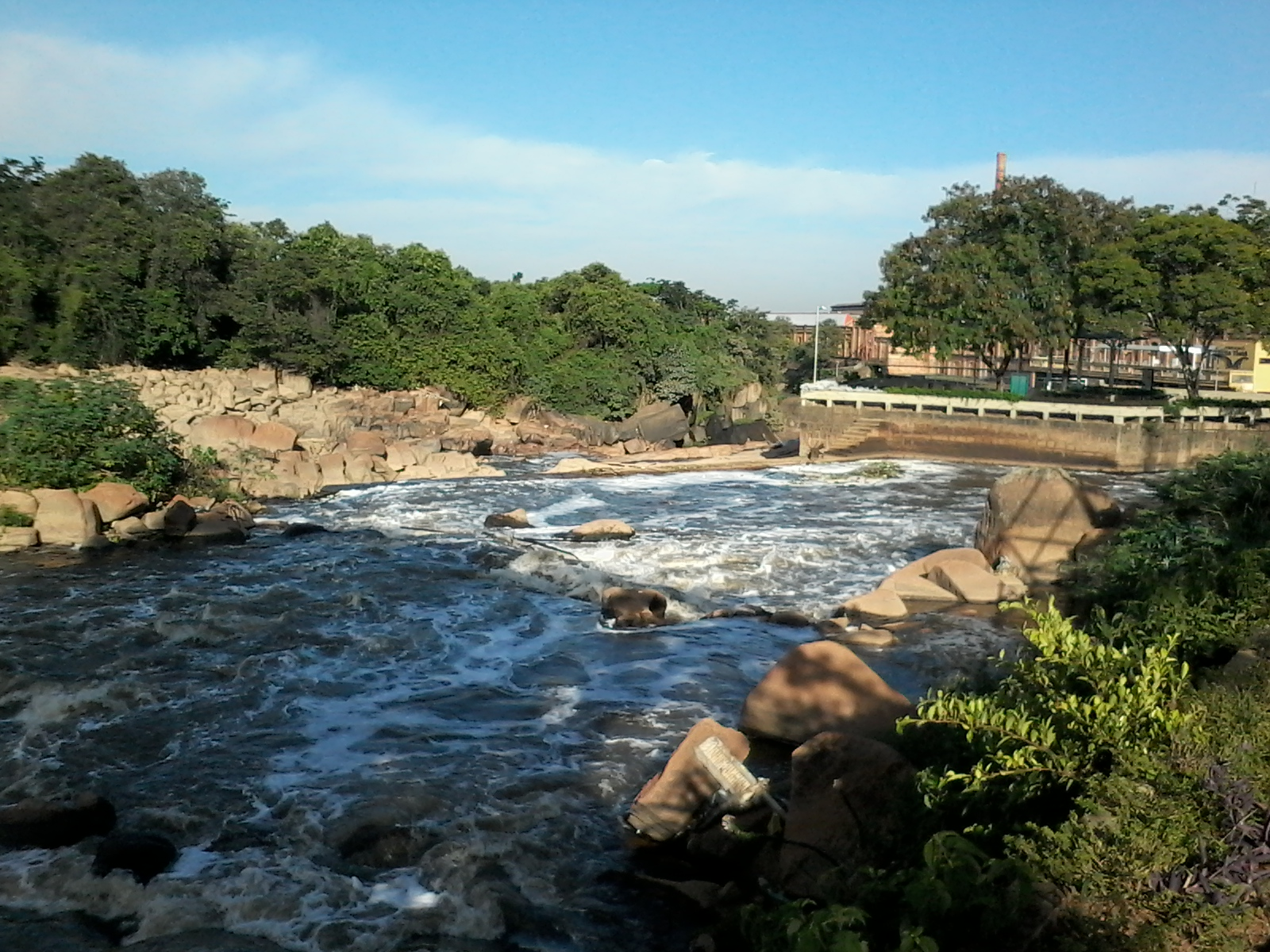
Rio Tietê em Salto

Considera-se o Tietê dividido em quatro trechos:
- Alto Tietê - começa nas nascentes do rio, em Salesópolis, e vai até a cidade de Pirapora de Bom Jesus. Tem aproximadamente 250 km de extensão e 350 metros de desnível. O Alto Tietê percorre uma região de grande aglomeração populacional, tem boa parte de suas condições naturais modificadas intensamente pela ação humana, mas ainda corre em corrente livre.[3]
- Médio Tietê Superior - começa na cidade de Pirapora do Bom Jesus e vai até a cidade de Laras, onde atinge o remanso da barragem de Barra Bonita. Tem 260 km de extensão e 218 metros de desnível. Esse trecho conta com dois subtrechos: o de montante, que vai da barragem de Pirapora até a cidade de Salto, onde a água que resta após o bombeamento para a usina de Cubatão desce cerca de 150 metros e 80 km de percurso. No subtrecho seguinte, o rio corre suavemente entre colinas elevadas e numerosas curvas, não tem muitos obstáculos de grandes proporções, apenas diversas corredeiras.[3]
- Médio Tietê Inferior- Encontra-se praticamente todo canalizado por uma série de barragens de aproveitamento múltiplo. Antigamente, o rio era atravessado por muitas corredeiras, causadas pelo cruzamento de diversos travessões basálticos. O principal afluente do Médio Tietê é o rio Piracicaba, com 185 km de extensão desde a confluência de seus formadores, o rio Jaguari e Atibaia.[3]
- Baixo Tietê - O Baixo Tietê drena uma área de 13.646 km, é cortado por duas cachoeiras: Salto de Avanhandava (no km 210) Salto de Itapura, próximo a desembocadura e afogado pela barragem do Jupiá. Apresenta fraca sinuosidade e suas larguras são consideráveis, variando de 150 a mais de 300 metros.[3]

## Impacto socioeconômico

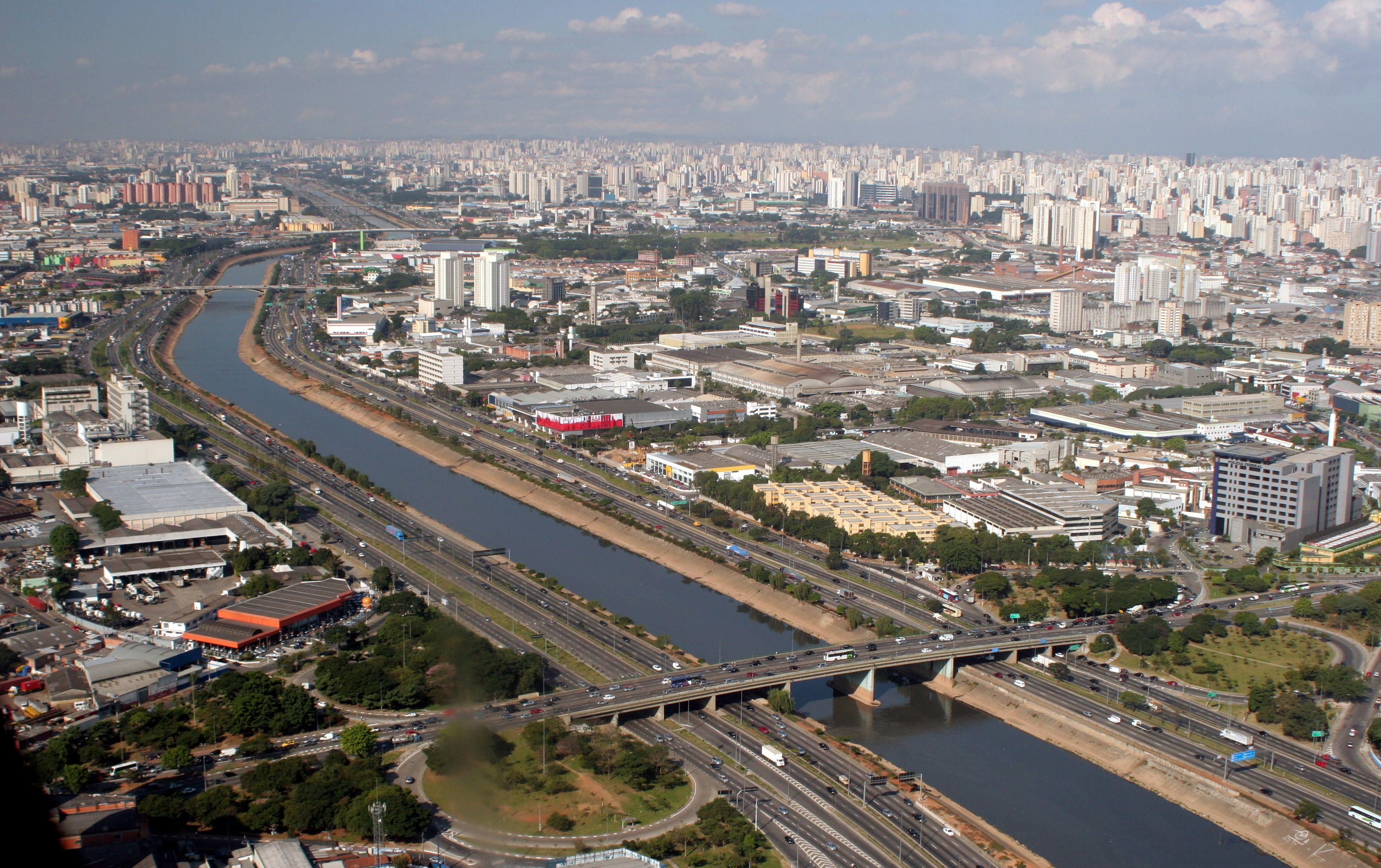
Marginal Tietê em São Paulo

O Tietê cruza a Região Metropolitana de São Paulo e percorre 1 136 quilômetros ao longo de todo o interior do estado, até o município de Itapura, em sua foz no rio Paraná, na divisa com Mato Grosso do Sul. No município de São Paulo, é margeado pela Marginal Tietê, que é o principal eixo viário da cidade: estima-se que 2 000 000 de veículos passem pela via diariamente, segundo a Companhia de Engenharia de Tráfego.[carece de fontes?]
Logo após sair do município de São Paulo, o rio Tietê encontra, no município de Santana de Parnaíba, a Usina Hidrelétrica Edgard de Sousa e, um pouco mais adiante, a Hidrelétrica de Rasgão e, entre estas as duas, a Barragem de Pirapora do Bom Jesus. Ambas as hidrelétricas foram construídas pela antiga Light e muito contribuíram para a geração de energia para a cidade de São Paulo.[carece de fontes?]
O rio Tietê drena uma área composta por seis sub-bacias hidrográficas (Alto Tietê, Sorocaba/Médio Tietê, Piracicaba-Capivari-Jundiaí, Tietê/Batalha, Tietê/Jacaré e Baixo Tietê) em uma das regiões mais ricas do hemisfério sul e, ao longo de sua extensão, suas margens banham 62 municípios ribeirinhos.[carece de fontes?]
Segundo arqueólogos, há pelo menos 6 000 anos populações se utilizam da bacia hidrográfica do rio Tietê, curso de água que também teve papel de destaque no período dos bandeirantes e na eletrificação da cidade de São Paulo. Atualmente, o rio é utilizado para abastecimento de água da população de diversas cidades, como Araçatuba. As águas são captadas a uma distância de 15 km, produzindo cerca de 5 milhões de litros diários, com capacidade de expansão até 24 milhões de litros diários. O município é a primeira cidade não ribeirinha a captar água deste rio.

### Hidrovia

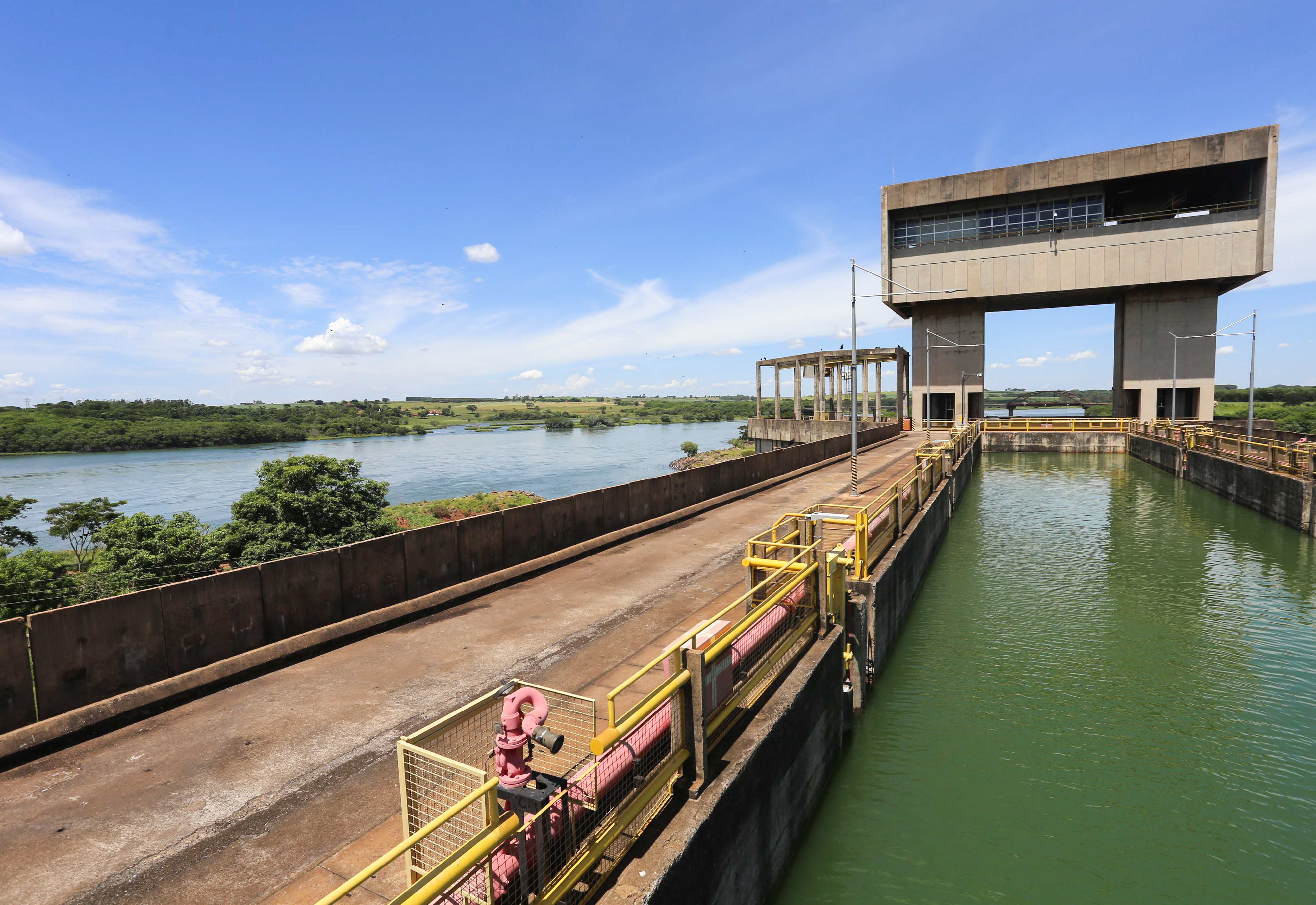
Canal de Navegação da Eclusa de Nova Avanhandava

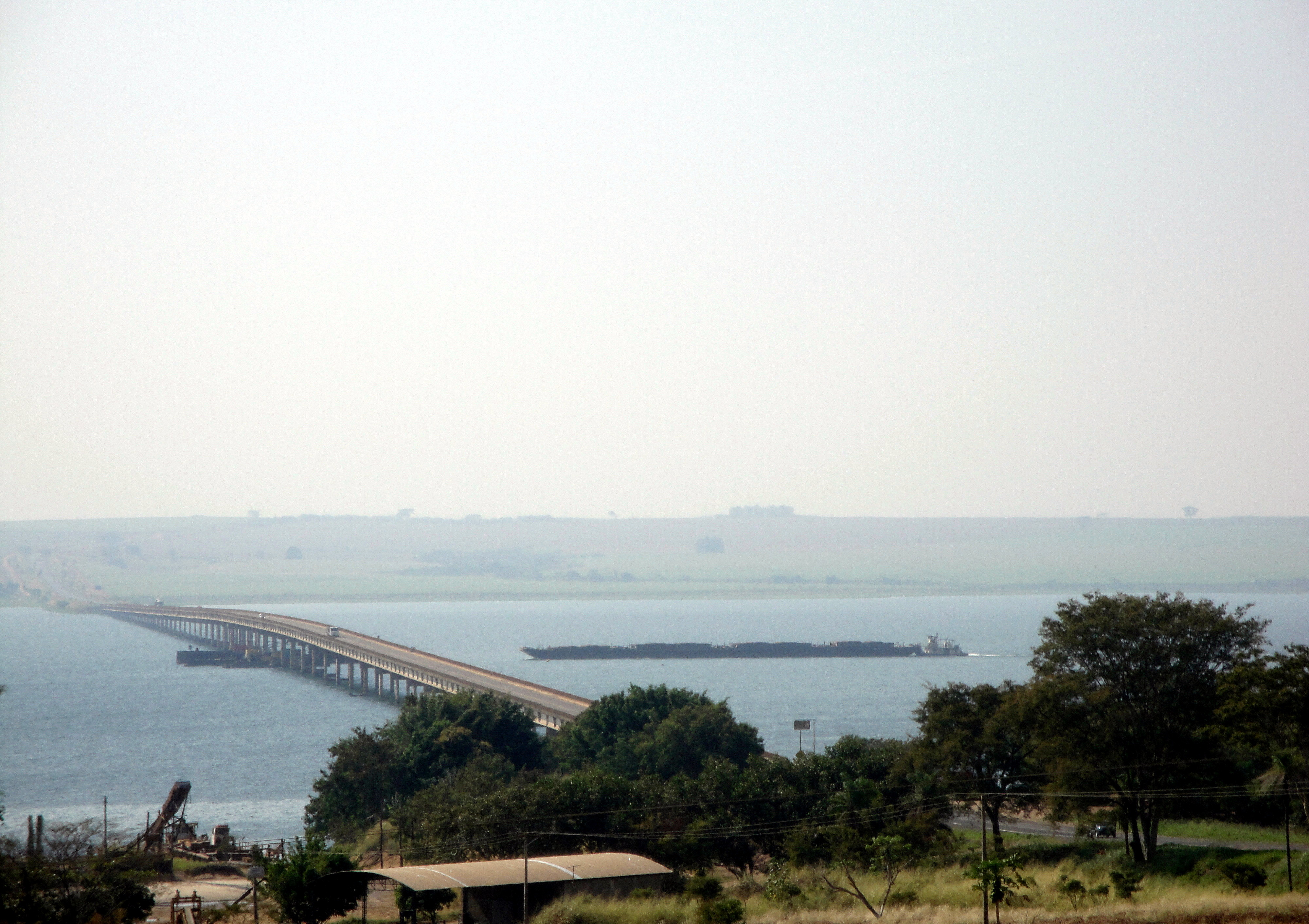
Navio de carga passando sob a Ponte Engenheiro Gilberto Paim Pamplona, em Pongaí

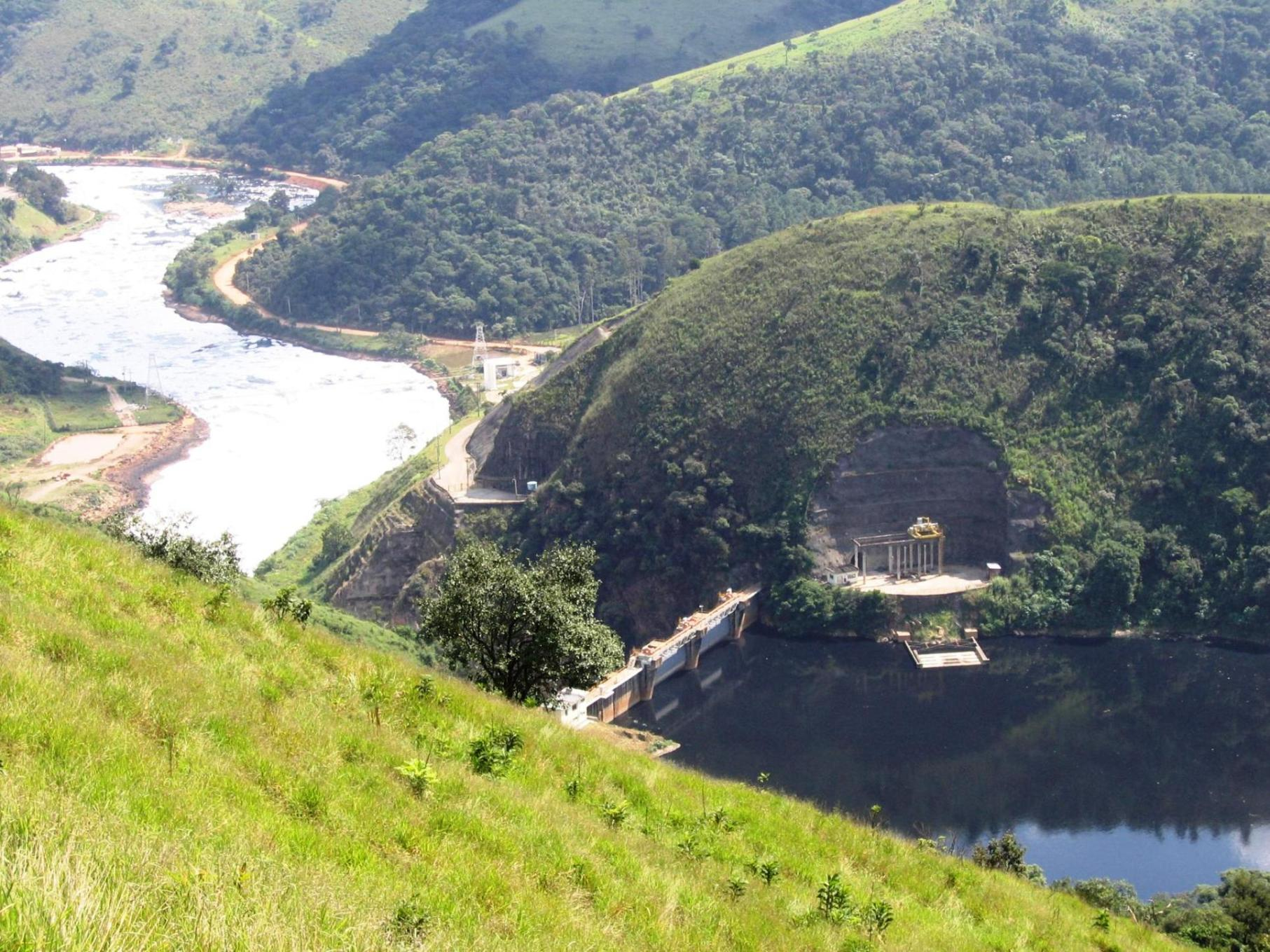
Barragem de Pirapora do Bom Jesus

Em diversas das barragens citadas (como por exemplo na de Barra Bonita) foram implementados sistemas de eclusas que viabilizaram a manutenção da navegação fluvial. Muitas barcaças fazem o transporte da produção da região a um custo menor do que o do transporte rodoviário. A hidrovia Tietê-Paraná permite a navegação numa extensão de 1 100 quilômetros entre Conchas, no rio Tietê, em São Paulo e São Simão, em Goiás, no rio Paranaíba, até Itaipu, atingindo 2 400 quilômetros de via navegável. Somente a hidrovia do Paraná movimentou em 2010, mais de 3,7 milhões de toneladas de cargas. A hidrovia Tietê-Paraná, em 2011, movimentou cerca de 5,8 milhões de toneladas de carga, ficando muito próxima de sua capacidade de carga. Foi a segunda hidrovia brasileira em quantidade de carga, sendo superada apenas pela quantidade transportada na bacia amazônica, que foi de cerca de 9,8 milhões de toneladas. Desta hidrovia, cerca de 450 km do rio Tietê são plenamente navegáveis.

### Aproveitamento hidrelétrico
Ao longo do rio Tietê, foram construídas muitas barragens com o intuito de se aproveitar o potencial hidrelétrico. Entre estas, podem-se citar:
- A Barragem da Usina Parque de Salesópolis, em Salesópolis
- A Usina Hidrelétrica Edgard de Sousa, em Santana de Parnaíba
- A Barragem de Pirapora do Bom Jesus, em Pirapora do Bom Jesus
- A Barragem de Rasgão, no município de Pirapora do Bom Jesus
- A Barragem Laras, próxima a Laranjal Paulista
- A Barragem de Anhembi, próxima à cidade de Anhembi.
- A Barragem de Barra Bonita, próxima à cidade de Barra Bonita
- A Barragem Bariri, próxima à cidade de Bariri.
- A Barragem Ibitinga, entre as localidades de Borborema, Ibitinga e Iacanga
- A Usina Hidrelétrica Mário Lopes Leão, próxima às cidades de Promissão e Avanhandava
- A Barragem Três Irmãos - Permitiu o aproveitamento de parte da água do Tietê na usina de Ilha Solteira através do desvio pelo Canal Pereira Barreto que interliga os lagos das duas barragens
- A U.H.E Nova Avanhandava, no município de Buritama, próximo a Araçatuba

### Turismo

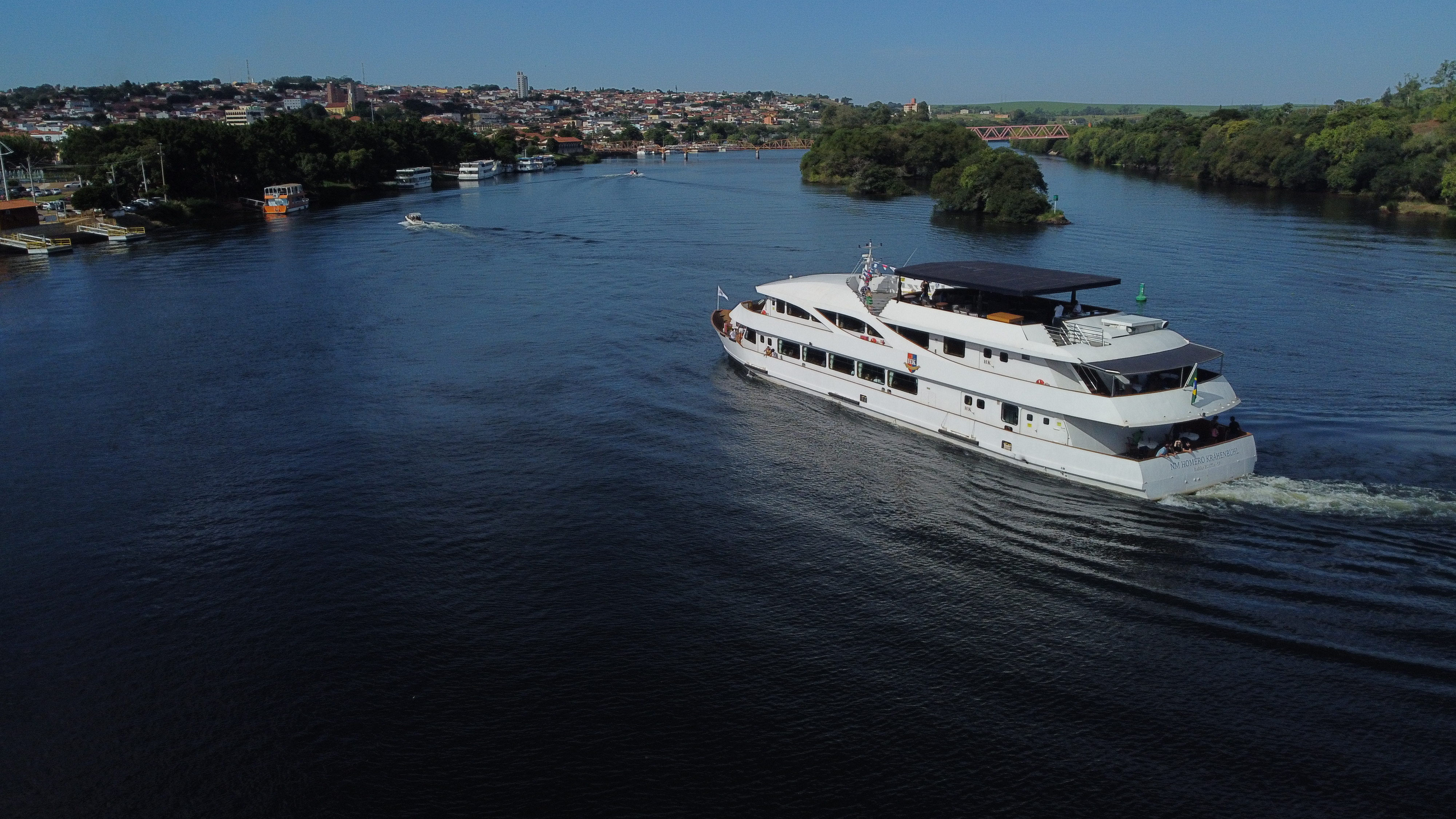
Passeio de barco em Barra Bonita

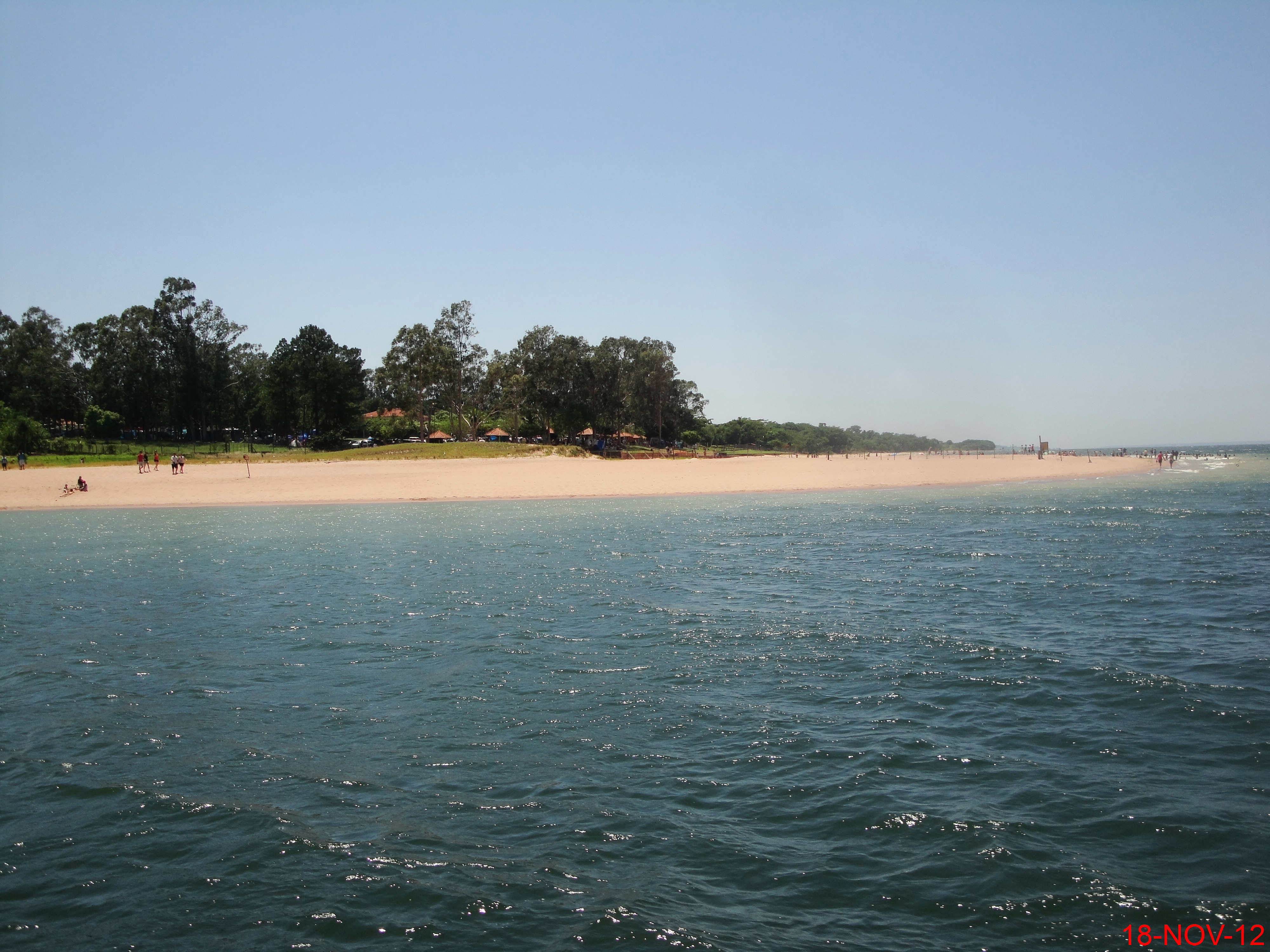
Praia do Torres, em Sales

Atualmente os prefeitos de algumas cidades na região de Bauru estão estudando um empreendimento de turismo fluvial pelas águas do Rio Tietê. A proposta é produzir um roteiro turístico que atravesse todas as cidades envolvidas e que cada uma delas ostente o que tem de especial. A princípio, as cidades que farão parte da proposta são Boraceia, Pederneiras, Itapuí, Macatuba, Arealva, Iacanga, Bariri, Itaju e Jaú. O prefeito de Boraceia, Marcos Bilancieri, um dos idealizadores do projeto, diz que, com a expansão do mesmo, eles estarão "plantando uma semente" que irá variar e aumentar a economia da região.
Ele salienta ainda que hoje em dia já utilizam as águas do rio Tietê para fins lucrativos e também úteis à população, como as hidrovias e hidrelétricas, porém ele acredita que há um grande potencial turístico que ainda é pouco explorado, citando inclusive, como exemplo a ser seguido nesse sentido, a cidade de Barra Bonita.
Além do mais, ele esclarece que os planos de um percurso de barco, passando por essas cidades, pode impulsionar o turismo diverso, exemplificando a própria cidade de Boraceia com a hipótese de uma barragem e visitação a usina hidrelétrica, a cidade de Itaju com o turismo focado em religião; Pederneiras, com a sua competência como porto intermodal. Fora isso, o projeto também inclui a construção de um museu e aquário com o intuito de contar a história do rio Tietê. "Essa rota fluvial de turismo pelo rio Tietê pode ser uma solução e alavanca para o crescimento dos municípios envolvidos", finaliza Bilancieri.
Na cidade de Pereira Barreto existe uma praia municipal conhecida como “Pôr do Sol”, que é um excelente convite para aproveitar o rio Tietê, totalmente cuidado, e em um contexto completamente oposto ao da Grande São Paulo - o que nos faz refletir a respeito da conservação do nosso meio ambiente. Na organização estrutural, a praia ainda oferece lanchonetes, quiosques, sanitários e banheiros públicos, pista de skate, estacionamento amplo, guaritas de segurança, parque para crianças e uma bela ciclovia ao redor do rio.

## Degradação ambiental

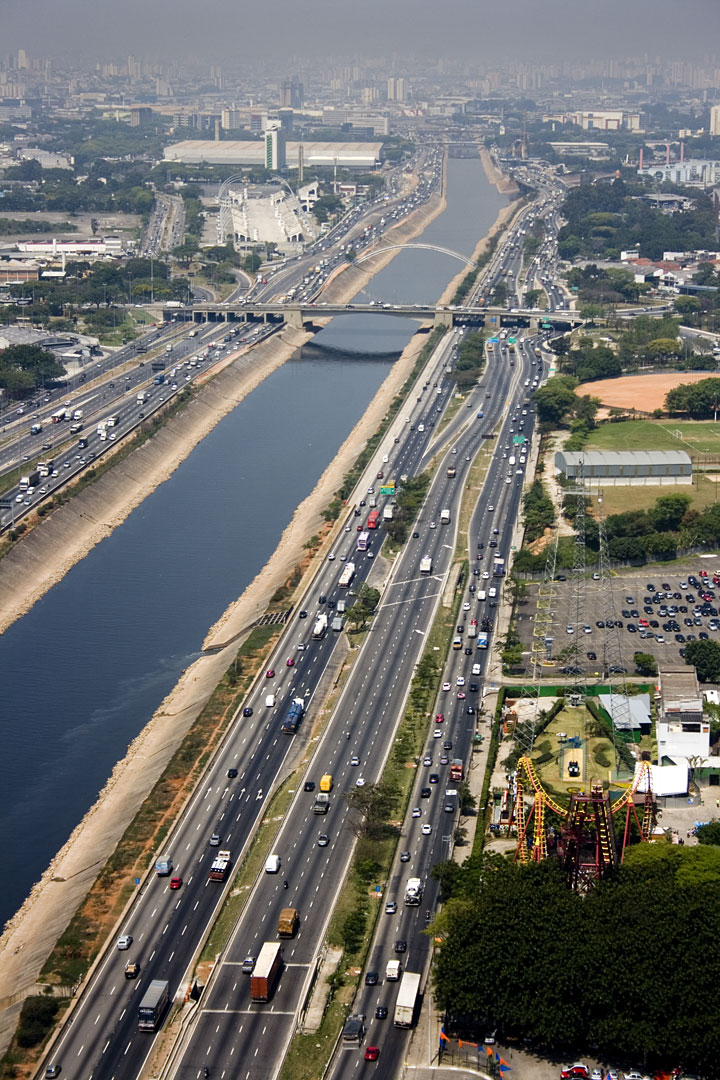
Vista aérea do rio Tietê com a Marginal Tietê

Embora seja um dos rios mais importantes economicamente para o estado de São Paulo e para o Brasil, o rio Tietê ficou mais conhecido pelos seus problemas ambientais, especialmente no trecho em que banha a cidade de São Paulo. Não faz muito tempo que o rio Tietê se tornou poluído. Ainda na década de 1960, o rio tinha até peixes no seu trecho da capital. Porém, a degradação ambiental do rio Tietê teve início de maneira sutil na década de 1920, com a construção da represa de Guarapiranga, pela empresa canadense Light, para posterior geração de energia elétrica nas usinas hidrelétricas Edgar de Souza e Rasgão, localizadas em Santana de Parnaíba. Esta intervenção alterou o regime de águas do rio na capital e foi acompanhada de alguns trabalhos de retificação também pela Light, que deixaram o leito do rio na área da capital menos sinuoso, nas regiões entre os distritos de Vila Maria e Freguesia do Ó.
Porém, ainda nas décadas de 1920 e 1930, o rio era utilizado para pesca e atividades desportivas: eram famosas as disputas de esportes náuticos no rio. Nesta época, clubes de regatas e natação foram criados ao longo do rio, como o Clube de Regatas Tietê e o Clube Esperia, que existem até hoje. O processo de degradação do rio por poluição industrial e esgotos domésticos no trecho da Grande São Paulo tem origem principalmente nos processos de industrialização e de expansão urbana desordenada ocorrido nas décadas de 1940 a 1970, acompanhado pelo aumento populacional ocorrido no período, em que o município evoluiu de uma população de 2 000 000 de habitantes na década de 1940 para mais de 6 000 000 na década de 1960.[carece de fontes?]

Espumas no Tietê em 2015 na cidade de Pirapora de Bom Jesus, ultrapassando a altura da ponte

Esse processo de degradação a partir dos anos 1940 também afetou seus principais afluentes, como os rios Tamanduateí e Aricanduva, sendo no primeiro particularmente mais perigoso, pois o Tamanduateí trazia da região do ABC os esgotos industriais das grandes fábricas daquela região. A política de permitir uma grande expansão do parque industrial de São Paulo sem contrapartidas ambientais acabou por inviabilizar rapidamente o uso do rio Tietê para o abastecimento da cidade e inclusive para o lazer.[carece de fontes?]
A partir das décadas de 1960 e 1970, a falta de vontade política dos então governantes, aliada a uma certa falta de consciência e educação ambiental da população anulou qualquer iniciativa em gastar recursos em sua recuperação, o que aliado à crescente demanda (fruto da expansão econômica e populacional da cidade), degradou o rio a níveis intoleráveis. O rio Tietê sempre foi rio de meandros e, portanto, para a construção das avenidas marginais foi necessária uma retificação de seu curso natural. Tais avenidas foram construídas sobre a várzea do rio, ou seja, locais naturalmente alagadiços, o que facilitou o surgimento de inundações.
Em 2017, a maior parte dos detritos que iam para o rio Tietê era de origem doméstica, depois que regulações sobre dejetos industriais obrigaram as indústrias a passar a entregar a água tratada. Mas existe ainda um residual industrial, que vem de empresas que burlam o regulamento ou de pequenas manufaturas, como fábricas de fundo de quintal. Há ainda a chamada "carga difusa", a sujeira que está nas ruas e é levada pela chuva para os córregos ou para a rede pluvial, que desemboca no rio. Tóxicos farmacológicos também são um problema, visto que parte dos remédios consumidos pelas pessoas não é assimilada pelo organismo e vai para o esgoto.

### Despoluição e recuperação

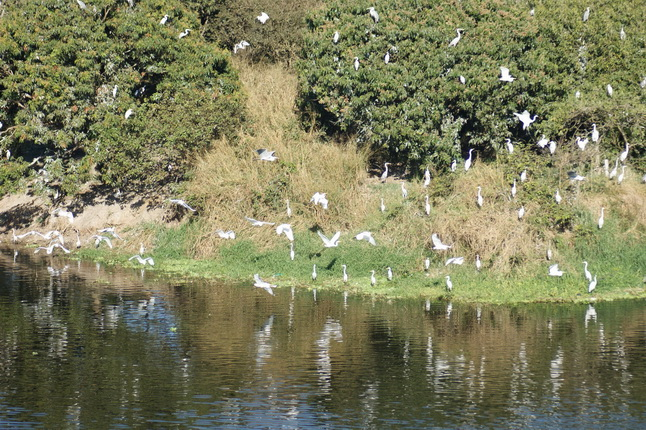
O rio Tietê em Botucatu

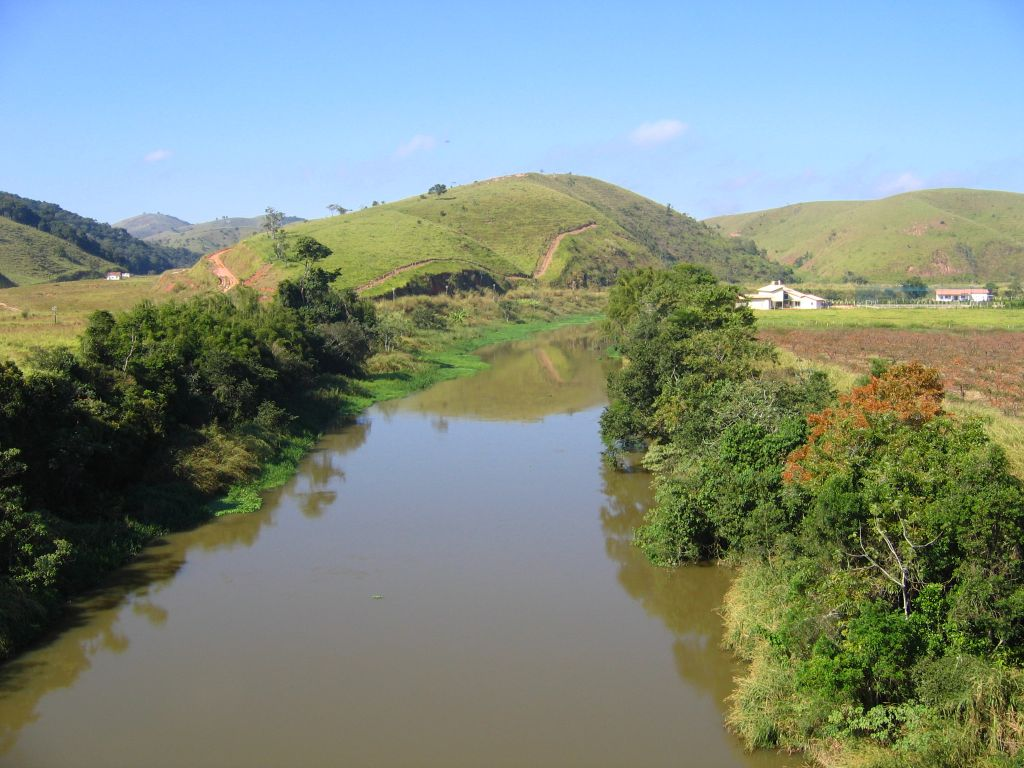
O rio Paraíba do Sul em Jacareí

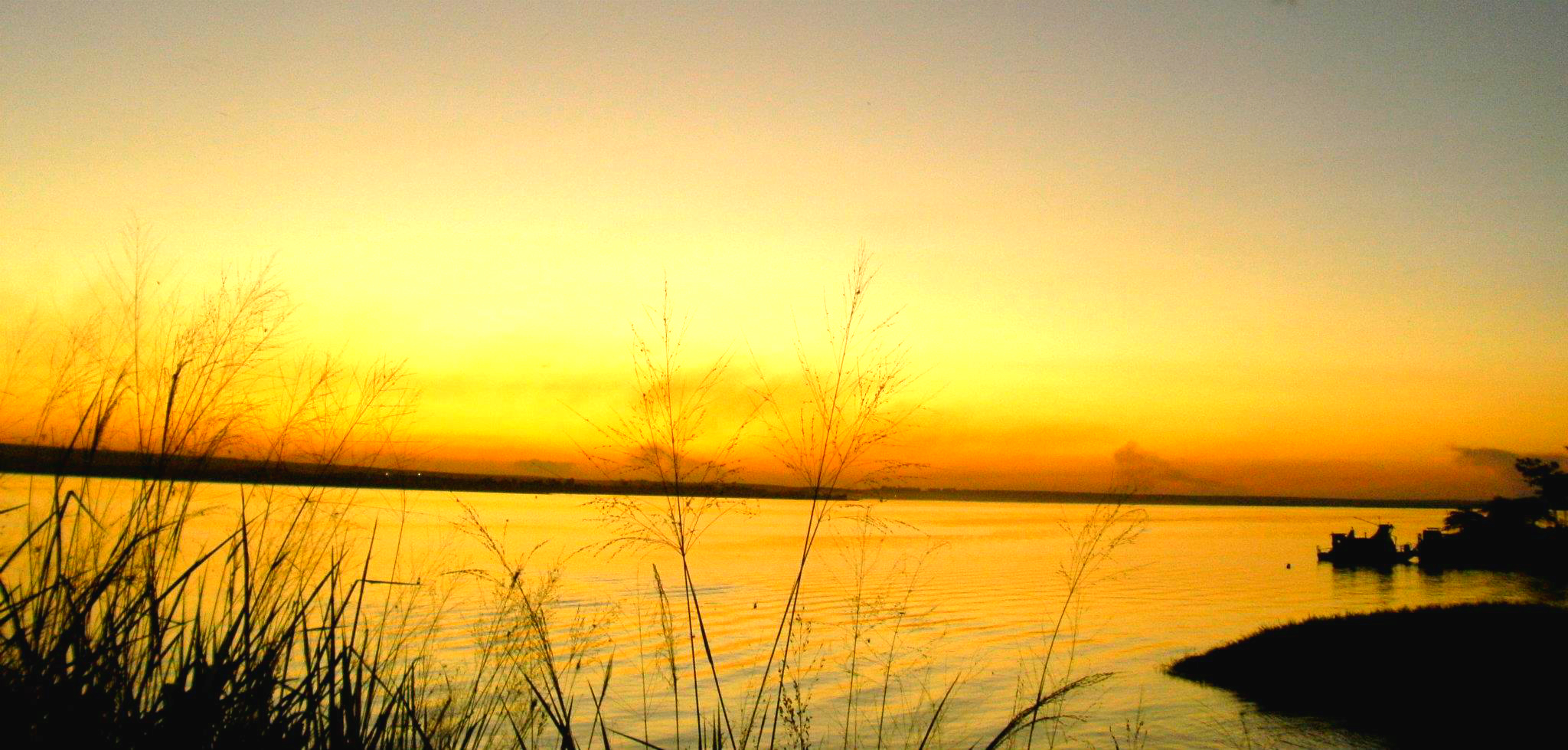
Tietê em Araçatuba

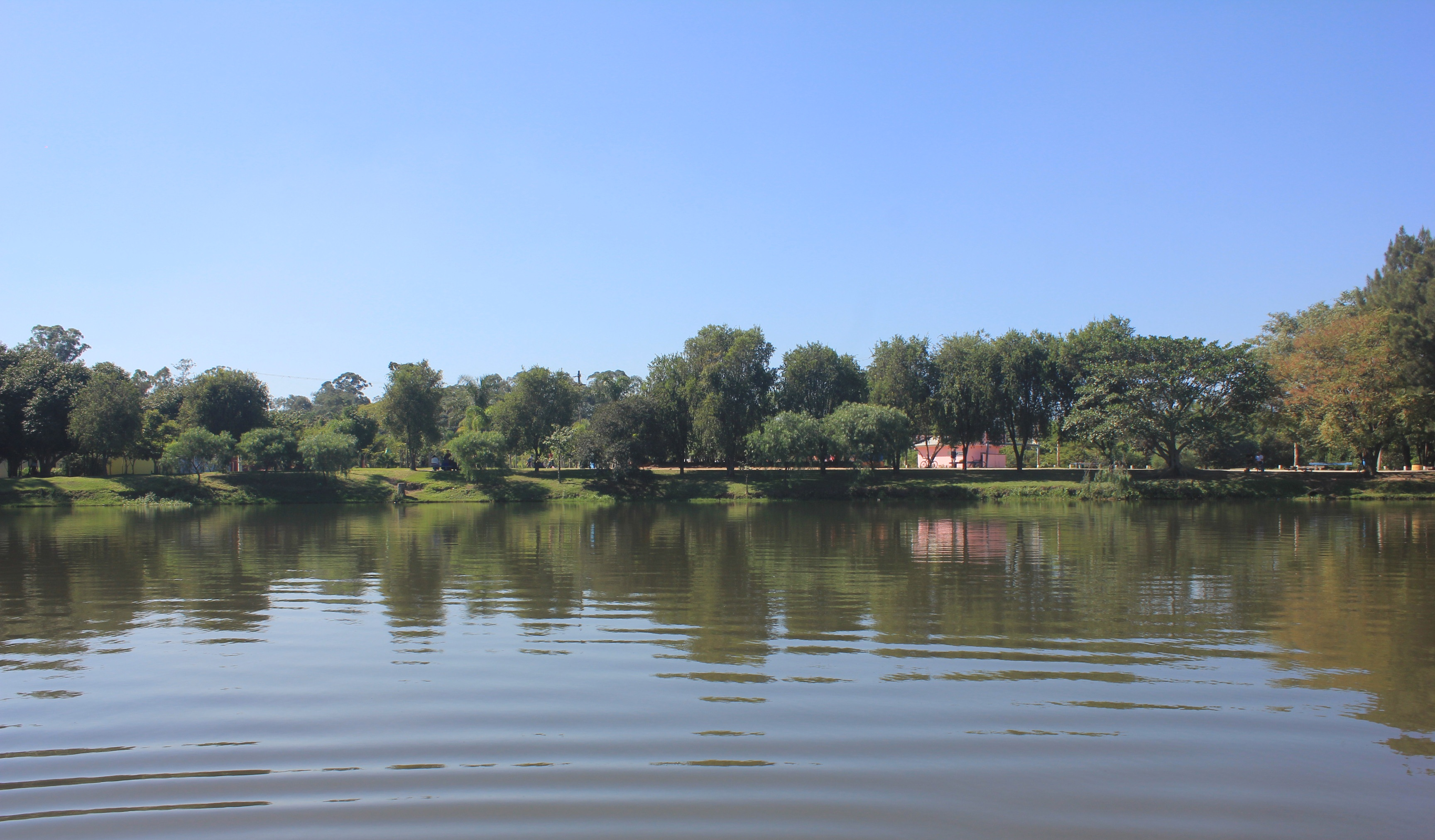
Lago do Parque Ecológico Tietê

#### Projeto Tietê
Na década de 1980, o governo do estado contratou os estudos do SANEGRAN (Saneamento da Grande São Paulo), efetuados pela ENGEVIX, sob a coordenação do engenheiro sanitarista Jorge Paes Rios, todavia as obras não foram executadas devido aos enormes custos e a falta de vontade política. Em 1992, após pressão popular, foi iniciado o Projeto Tietê, coordenado pela Sabesp.
Segundo dados da SOS Mata Atlântica, a mancha de poluição (onde a oxigenação da água é de praticamente 0%), diminuiu de 400 quilômetros no início do projeto para 130 km em 2017, entre as cidades de Itaquaquecetuba e Cabreúva. No entanto, em 2014 ela estava contida em 71 km. Em 2015, a Sabesp diminuiu o investimento na despoluição do rio e a mancha mais do que dobrou. Em 2016, o investimento caiu novamente.
Em 1992, 70% do esgoto residencial da Região Metropolitana de São Paulo era coletado e apenas 24% disso (17% do total) passava por tratamento. Em 2017, 87% do esgoto era coletado e 59% do total era tratado na Grande São Paulo, segundo a Sabesp. No município de São Paulo, 88% do esgoto era coletado e 66% do total era tratado. No entanto, 41% do esgoto doméstico da Grande São Paulo ia parar in natura no rio e em seus afluentes, e cerca de 32% do que era coletado não era tratado. No Brasil, 61% do esgoto nas áreas urbanas era coletado e 43% era tratado, segundo dados de setembro de 2017 da Agência Nacional de Águas (ANA).

#### Parque Várzeas do Tietê
O quadro de inundações obrigou o Governo do Estado de São Paulo a projetar e construir obras de grande magnitude em praticamente todo o tramo de rio que corta a cidade de São Paulo. As intervenções foram de tal ordem que praticamente se atingiu o limite do economicamente viável em termos das obras de engenharia que poderiam aumentar a capacidade de vazão do rio e controlar suas enchentes periódicas.
A partir dessa realidade, os estudos técnicos passaram a focar a recuperação das funções naturais das várzeas do rio à montante do trecho que corta a cidade de São Paulo (barragem da Penha) como uma alternativa viável para o controle das enchentes. O projeto resultante, chamado de Parque Várzeas do Tietê, está atualmente em implantação e a conclusão de sua primeira fase estava prevista para 2016.
Parque Ecológico do Tietê
O Parque Ecológico do Tietê foi concebido no contexto das obras e serviços de combate a inundações na Região Metropolitana da Grande São Paulo. Pretendeu-se manter a capacidade de amortecimento das cheias, nas várzeas do Tietê, entre Guarulhos e Ponte Nova e, como subproduto, aproveitar as áreas lindeiras para atividades de lazer, esporte, cultura e para a preservação da fauna e flora. Dessa forma, não se repetiria o erro cometido no trecho entre Guarulhos e Osasco, onde a urbanização e as vias marginais oprimem o rio, exigindo obras vultosas para o seu aprofundamento. O parque foi criado pelo Decreto Estadual 7.868 de 30 de abril de 1976, inaugurado em 14 de março de 1982, e o projeto arquitetônico paisagístico foi feito pelo renomado arquiteto Ruy Ohtake.

## Cultura popular
O rio Tietê é frequentemente retratado na cultura e nas artes, como símbolo da degradação na qualidade de vida dos habitantes de São Paulo. Nas artes, algumas das mais famosas personagens ligadas ao rio Tietê estão na série "Piratas do Tietê", da cartunista Laerte. Nessa série, piratas sanguinários navegam pelo rio Tietê, provocando caos na cidade. Entre os personagens, há referência ao jacaré que, na vida real, foi encontrado, há alguns anos, no rio Tietê. Na vida real, esse célebre jacaré foi apelidado de Teimoso, por suas constantes fugas do resgate (acabou por ser resgatado pelo corpo de bombeiros e encontra-se, hoje, no Zoológico de São Paulo). Os Piratas do Tietê foram tema de peça de teatro em 2003. Outra famosa obra sobre o Tietê é o poema de Mário de Andrade, Meditação sobre o Tietê.[carece de fontes?]

### Provas de natação no início do século XX

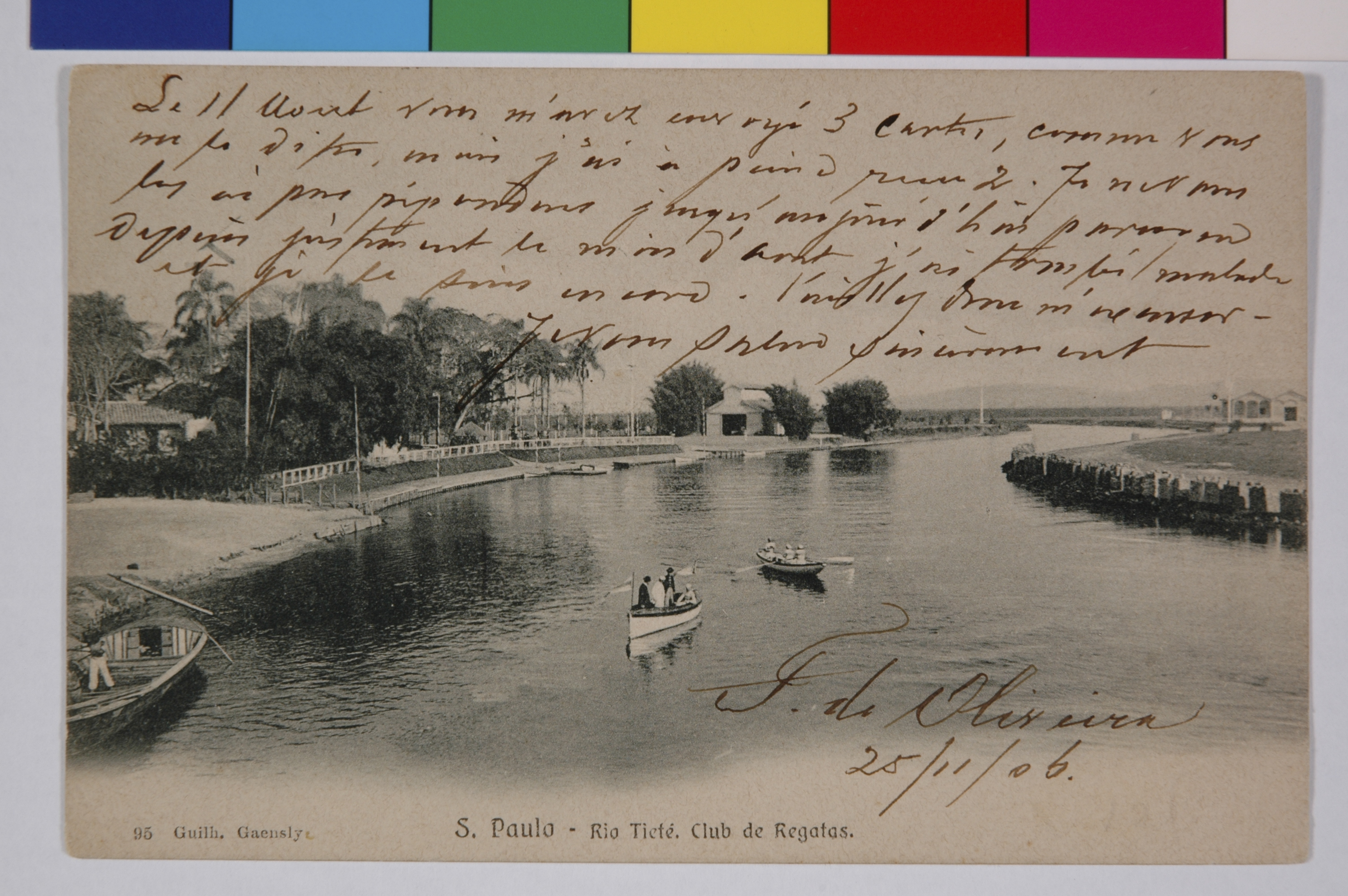
Clube de Regatas Tietê, por Guilherme Gaensly no início do século XX, com as margens preservadas

Era um evento que ocorria anualmente, entre 1924 a 1944, chegava a reunir milhares de pessoas às margens do rio Tietê para assistir a competição. Era na época um evento de grande porte, podendo ser comparado a Corrida de São Silvestre. Era realizada a largada a partir de balões estacionados no rio, era realizada em etapas, começando pelas mulheres. O percurso era de 5.500 metros, tendo seu começo na ponte da Vila Maria e término em frente ao Clube Espéria, onde hoje fica a ponte das Bandeiras. A vegetação predominante nas margens era de mata ciliar. O cenário era composto por algumas chácaras e pescadores. Já na década de 1940, o Tietê começava a enfrentar problemas de poluição, com o desenvolvimento da industrialização de São Paulo, que ocorreu após o fim da Primeira Guerra Mundial; isso se deve a instalação nas margens do rio, que lançavam dejetos e esgoto, diretamente nas águas. A última edição da prova de natação, se deu com a rápida industrialização e após a morte do jornalista Cásper Líbero.

### Dia do rio Tietê
Em 22 de setembro é celebrado o Dia do Rio Tietê, considerado o rio mais significativo do Centro-Oeste Paulista e, inclusive, também é chamado de "o rio dos paulistas", já que suas águas permeiam quase todo o estado. Barra Bonita (SP) é uma das várias cidades banhadas pelo rio e que devem a ele lazer e diversão, além de turismo e comércio, que geram uma grande movimentação econômica na cidade de pouco mais de 36 mil habitantes. Por isso mesmo, no dia 22 de setembro várias ações são realizadas na cidade para celebrar o dia do famigerado rio, contando inclusive com a presença da Marinha do Brasil.